# ويليام باركر فولك
ويليام باركر فولك (بالإنجليزية: William Parker Foulke)‏ (من مواليد عام 1816- وتُوفي في عام 1865) هو مكتشف أول هيكل عظمي كامل لديناصور في أمريكا الشمالية، وأطلق عليه اسم فولك (والذي يعني "السحلية الكبرى")، بنيو جيرسي في 1858.
وُلد ويليام في فيلادلفيا، وهو سليل أحد العائلات المنتمية لجمعية الأصدقاء الدينية الذي كان قد هاجر في 1698، كان ويليام باركر فولك مؤرخًا وعالمًا للجيولوجيا، ومكتشفًا للعديد من الاكتشافات.
تم قبول ويليام في شريط بنسلفانيا في عام 1841، على الرغم من أن القانون بالكاد يمكن القول أن يكون عمل حياته. بدأ بعد أربع سنوات بعمل علاقة مع الإصلاحين اللذين سيشغلان الكثير من الوقت والطاقة في حياته القصيرة. انضم فولك بعد الشعور بمشاكل السجن من خلال تدريبه القانوني إلى جمعية فيلادلفيا لتخفيف آثار التعتيم في السجون العامة في يوليو 1845.
قضى فولك عدة سنوات في المقارنة بين النماذج التأديبية البديلة والكتابة عن القضايا الإصلاحية في الجريدة حول الانضباط السجني والعمل الخيري. وبعد جولة في المؤسسات الإصلاحية في منتصف المحيط الأطلسي في عام 1847 وعام 1848، كان لفولك دورًا أساسيًا في إقامة سجن مقاطعة لانكستر الجديد، وساهم بشكل مادي في أعمال السجون اللاحقة في العديد من المقاطعات الأخرى في ولاية بنسلفانيا. وكان مرتبطًا بالرابطة الأمريكية لتحسين نظام السجون واتفاقية مراقبي السجون في الولايات.
كما دعم فولك جمعية استعمار بنسلفانيا، وهي منظمة مناهضة للعبودية أعادت توطين ما يصل إلى 1000 من العبيد المحررين سنويًا في ليبيريا بغرب أفريقيا. وعلى الرغم من تصاعد الأصوات المعارضة من جهات مختلفة، لم يتردد فولك في دعمه لإعادة التوطين حتى وفاته عام 1865، وفي كان ذلك الوقت نائب رئيس الجمعية.
قدم فولك الدعم المالي للأكاديمية الأمريكية للموسيقى، وكان عضوًا في أكاديمية العلوم الطبيعية في جامعة دركسل) بفيلادلفيا، والجمعية التاريخية في ولاية بنسلفانيا، مثل جده جون فولك (1757-1796)، والجمعية الفلسفية الأمريكية.
كان ويليام مؤرخ وجيولوجي طبيعي متعطش، وداعمًا لأول الاستكشافات بالقطب الشمالي.

## عائلته
تزوج فولك في عام 1855 من جوليا ديفو باول (التي تُوفيت في عام 1884)، وهي ابنة العقيد جون هير باول، وأنجبا سبعة أطفال.
تُوفي ويليام في 18 يونيو 1865.

## روابط خارجية
- Full-length portrait
- Biodata
- Foulke Family Association
- Willian Parker Foulke Papers at the American Philosophic Society
- Proceedings of the American Philosophical Society, Volume 10 Obituary Notice, p. 484.
- William Parker Foulke's Discourse in commemoration of the founding of the Academy of Natural Sciences of Philadelphia (Philadelphia, 1854)